# 吴世民
吴世民（1967年11月—），男，满族，辽宁宽甸人。1992年毕业于同济大学测量专业，1992年8月参加工作，1999年12月入党。现任本溪市市长。

## 简历
2011年12月，任丹东市振安区区长；2012年11月，任振安区委书记（2015年3月-2015年4月在中央党校第2期县委书记研修班学习）；
2016年3月，任中共宽甸满族自治县县委书记；
2017年6月，任中共本溪市委常委、组织部长；2019年4月，任本溪市常务副市长；2021年3月，任本溪市市长。